# غلبيرتو ألفيش
غلبيرتو ألفيش (بالبرتغالية: Gilberto Alves‏) (مواليد 24 ديسمبر 1950) هو لاعب كرة قدم. يلعب مع منتخب البرازيل لكرة القدم. سبق له أن لعب في كأس العالم لكرة القدم مع منتخب بلاده.

## روابط خارجية
- غلبيرتو ألفيش على موقع الاتحاد الدولي (مؤرشف)  (الإنجليزية)
- غلبيرتو ألفيش على موقع قاعدة بيانات كرة القدم.إي يو (الإنجليزية)
- غلبيرتو ألفيش على موقع ناشيونال فوتبول تيمز (الإنجليزية)